# Nuria Oliver Ramírez
Nuria Oliver Ramírez (Alacant, 1970) és enginyera en telecomunicacions, doctora pel MIT Media Lab de l'Institut Tecnològic de Massachusetts (MIT). Ha estat directora de Recerca en Ciències de Dades en Vodafone, Chief Data Scientist en DataPop Alliance i és directora d'ELLIS Alicante. És experta en les interaccions humans-ordinadors i una de les dones investigadores en informàtica més citades a Espanya.

## Trajectòria
Es va llicenciar en Enginyeria de Telecomunicacions per la Universitat Politècnica de Madrid en 1994. Va ser guardonada amb el Primer Premi Nacional espanyol d'Enginyers de Telecomunicació en 1994. En 1995 va guanyar una beca de la Fundació "la Caixa" per fer estudis de postgrau en el MIT, don va rebre el seu doctorat a l'àrea d'intel·ligència perceptual. En 2001, va començar a treballar com a investigadora als laboratoris de recerca de Microsoft (Microsoft Research) en Redmond, als Estats Units d'Amèrica. Després de dotze anys als EUA, va deixar Microsoft en 2008 per unir-se a Telefónica I+D a Barcelona com a directora Científica en Multimèdia, sent la primera i única directora científica dona contractada per Telefónica I+D en aquell moment. Des de 2013 és membre sènior de l'Association for Computing Machinery (ACM) i de l'Institut d'Enginyers Elèctrics i Electrònics (IEEE) des de 2014. Al novembre de 2016 va deixar Telefónica i va ser nomenada la primera Chief Data Scientist en DataPop Alliance, una organització internacional sense ànim de lucre creada per la Iniciativa Humanitària de Harvard, MIT Mitjana Lab i Overseas Development Institute dedicada a aprofitar dades massives per millorar el món. Dirigeix ELLIS Alicante, la unitat de la Fundació ELLIS (European Laboratory for Learning and Intelligent Systems) a l'estat espanyol.

## Contribucions
Fins al novembre de 2024 seus articles havien estat citats més de 26.200 vegades. És coneguda pel seu treball en models computacionals de comportament humà, intel·ligència artificial, interacció persona-màquina, informàtica mòbil i dades massives pel bé social.

## Premis i reconeixements
- 1994 Primer Premi Nacional espanyol d'Enginyers de Telecomunicació.[6]
- 2004 Primera dona espanyola distingida com una de les 100 innovadores mundials de menys de trenta-cinc anys (premi TR100, avui TR35) per MIT Technology Review, basat en el seu treball en interfícies d'ordinador humà intel·ligents.[17][23]

- 2009 Nomenada Rising Talent pel fòrum de les Dones per a l'Economia i Societat (Women's Forum for the Economy and Society).[24][25]

- 2009 Seleccionada com una de les «100 dirigents futures que dissenyarà Espanya en les properes dècades» per la Revista Capital.[26]

- 2012 Destacada com una de les nou directores espanyoles en tecnologia pel diari El País.[5][27]
- 2012 Premi a millor article científic en ACM RecSys.[28]
- 2014 Premi a millor article científic en ACM Ubicomp.[18][29]
- 2014 Premi d'Impacte Tècnic després de Deu Anys per ACM ICMI pel seu treball en models gràfics jeràrquics de comportament humà.[30]
- 2015 Premi a millor article científic en ACM Ubicomp.[18][29]
- 2015 Nomenada Distinguished Scientist per la Association for Computing Machinery (ACM), sent la primera investigadora espanyola en informàtica a rebre aquest premi.[31] La seva recerca sobre la detecció d'avorriment mitjançant telèfons mòbils va rebre el premi de millor paper en ACM Ubicomp 2015.[32]
- 2015 Premi DonaTIC de la Generalitat de Catalunya, en la categoria acadèmica/investigadora.[33]

- 2016 Premi Ada Byron de la Universitat de Deusto.[34][35] També va ser guanyadora del premi Gaudí Gresol a l'Excel·lència en Ciència i Tecnologia,[36][37] el Premi Salvà i Campillo de l'Associació Catalana d'Enginyers de Telecomunicacions,[38] seleccionada com una de les Top100 millors líders femenines a Espanya per Dones & Cia;[39] Fellow de l'Associació Europea d'Intel·ligència Artificial (eurAI per ECCAI);[40] i Premi a la Dona Digital de l'any concedit per European Ada Awards.[41]

- 2016 Premi Nacional d'Informàtica.[42]
- 2017 Distinció de la Generalitat Valenciana al Mèrit Empresarial i Social[43]
- 2021 Premi Jaume I en la modalitat Noves tecnologies.[44]